# Luciano Guerzoni (1938)
Luciano Guerzoni (Napoli, 1º aprile 1938 – Modena, 1º dicembre 2020) è stato un giurista e politico italiano.

## Biografia
Laureatosi in giurisprudenza a Modena, fu professore ordinario di Diritto ecclesiastico all'Università degli Studi di Modena e Reggio Emilia. Nella sua carriera ha scritto numerosi testi sulla problematica storico-giuridica dei rapporti fra Stato e confessioni religiose e in materia di libertà religiosa e di laicità dello Stato, nonché in tema di Stato sociale e di politiche sociali.
Consigliere e Presidente della Fondazione San Carlo di Modena dal 1967 al 1988. Presidente della Fondazione Ermanno Gorrieri per gli studi sociali di cui è stato tra i principali promotori. Ha collaborato con Gorrieri nella Commissione nazionale per i problemi della famiglia, presso il ministero del Lavoro tra il 1980 e il 1983, e nella Commissione di indagine sulle povertà in Italia presso la Presidenza del Consiglio dei ministri tra il 1984 e il 1985.
Eletto deputato per la prima volta alla Camera dei deputati nel 1983 per la Sinistra indipendente nelle liste del PCI, confermò il suo seggio nel 1987 e nel 1994, in quest'ultimo caso tra le file del Partito Democratico della Sinistra. Nel 1993 fu tra i fondatori dei Cristiano Sociali, di cui fu membro del coordinamento nazionale; in seguito fu sottosegretario di stato all'Università e alla ricerca scientifica nei governo Prodi, D'Alema e Amato dal 1996 al 2001. È stato membro del Consiglio di amministrazione della Fondazione per le scienze religiose Giovanni XXIII di Bologna. È stato nel 2016 tra i fondatori della Fondazione Pietro Lombardini per gli studi ebraico-cristiani, con l’intenzione di promuovere gli studi biblici, la conoscenza del mondo ebraico, la relazione tra ebraismo e cristianesimo, la ricerca e il dialogo di carattere interreligioso.
Morì il 1º dicembre 2020 all'età di 82 anni.